# Fintice
Fintice es un municipio del distrito de Prešov en la región de Prešov, Eslovaquia, con una población estimada a final del año 2017 de 2036 habitantes. 
Se encuentra ubicado en el centro-sur de la región, en el valle del río Torysa (cuenca hidrográfica del río Tisza) y cerca de la frontera con la región de Košice.

## Demografía
| Año        | 1994 | 2004     | 2014     | 2024     |
| ---------- | ---- | -------- | -------- | -------- |
| Población  | 1455 | 1676     | 1942     | 2550     |
| Diferencia |      | +15,18 % | +15,87 % | +31,30 % |

| Año        | 2023 | 2024    |
| ---------- | ---- | ------- |
| Población  | 2445 | 2550    |
| Diferencia |      | +4,29 % |